# Ronnie Schell
Ronald Ralph Schell (né le 23 décembre 1931) est un acteur et humoriste américain. Il est apparu pour la première fois le 28 mai 1959, dans l'épisode du quiz télévisé You Bet Your Life, animé par Groucho Marx. Schell y fait une démonstration comique de discours beatnik jive. En tant que comédien de stand-up, il a d'abord développé son numéro dans la discothèque hungry i à San Francisco, en Californie. Schell est probablement mieux connu pour son rôle à la télévision des années 1960 en tant que Duke Slater dans Gomer Pyle, USMC

## Biographie
Schell est né à Richmond, en Californie, le 23 décembre 1931. Après avoir obtenu son diplôme d'études secondaires, il a servi quatre ans dans l'armée de l'air des États-Unis, où il est devenu aviateur de première classe.

## Filmographie
| Année | Titre                                             | Rôle                      | Remarques                   |
| ----- | ------------------------------------------------- | ------------------------- | --------------------------- |
| 1975  | L'homme le plus fort du monde                     | Arbitre                   |                             |
| 1976  | Gus                                               | Joe Barnsdale             |                             |
| 1976  | Le Shaggy DA                                      | Réalisateur de télévision |                             |
| 1978  | Le chat venu de l'espace                          | Jake (voix) / Sgt. Duffy  |                             |
| 1979  | L'amour à la première bouchée                     | Guy dans l'ascenseur      |                             |
| 1980  | Comment vaincre le coût élevé de la vie           | Bill Pike                 |                             |
| 1981  | Le Diable et Max Devlin                           | Greg Weem                 |                             |
| 1986  | Le chèque est dans le courrier. .                 | Dr Brannigan              |                             |
| 1987  | Friandise hollandaise                             | Lou Winters               |                             |
| 1987  | Ultraman : l'aventure commence                    | Samson (voix)             | Crédité comme Ronald Schell |
| 1990  | Jetsons : le film                                 | Rudy 2 (voix)             |                             |
| 1991  | Rover Dangerfield                                 | Eddie (voix)              |                             |
| 1993  | Instinct fatal                                    | Conducteur                |                             |
| 1993  | Dorf va à la pêche                                | Hôte DIP                  | Direct en vidéo             |
| 1994  | La revanche du baron rouge                        | Lou                       |                             |
| 1997  | Le bon méchant                                    | Chef Harrison             |                             |
| 1997  | Envie de Vénus                                    | Simon Sayes               |                             |
| 2000  | Bijoux de famille                                 | Bill Taller               |                             |
| 2000  | La vue depuis la balançoire                       | L'homme au restaurant     |                             |
| 2001  | Récréation de Noël : Miracle sur la troisième rue | Maire Fitzhugh (voix)     | Direct en vidéo             |
| 2002  | Le plus grand fan                                 | M. Wastedberg             |                             |
| 2006  | Centimes                                          | Monsieur le bricoleur     | Court métrage               |
| 2010  | Surnaturel                                        | Bob                       |                             |
| 2017  | La bougie                                         | Grand-père Joe            | Court métrage               |

### Télévision
| Year                | Title                                         | Role                                   | Notes                                                                                         |
| ------------------- | --------------------------------------------- | -------------------------------------- | --------------------------------------------------------------------------------------------- |
| 1964-1967,1968-1969 | Gomer Pyle: USMC                              | Duke Slater                            | Main cast 92 episodes                                                                         |
| 1967-1968           | Good Morning World (American TV series)       | Larry Clarke                           | Main cast 26 episodes                                                                         |
| 1973                | Butch Cassidy                                 | Additional voices                      | 13 episodes                                                                                   |
| 1973                | Goober and the Ghost Chasers                  | Gilly (voice)                          | 16 episodes                                                                                   |
| 1973                | Peter Puck (TV Mini Series)                   | Peter Puck (voice)                     | 9 episodes                                                                                    |
| 1973-1974           | Wait Till Your Father Gets Home               | Additional voices                      | 3 episodes                                                                                    |
| 1976                | Emergency!                                    | Jasper                                 | S5Ep16                                                                                        |
| 1977                | The Skatebirds                                | Additional voices                      | 16 episodes                                                                                   |
| 1977                | The Mouseketeers at Walt Disney World         | Mr. Brown                              | 1 episode                                                                                     |
| 1977-1980           | Captain Caveman and the Teen Angels           | Additional voices                      | 39 episodes                                                                                   |
| 1978                | Battle of the Planets                         | Jason / Additional voices              | 85 episodes                                                                                   |
| 1978                | Yogi's Space Race                             | Additional voices                      | 13 episodes                                                                                   |
| 1979                | Casper and the Angels                         | Additional voices                      | Episode: "Love at First Fright/Saving Grace in Outer Space"                                   |
| 1982                | Jokebook                                      | Additional voices                      | 3 episodes                                                                                    |
| 1982-1983           | Meatballs &amp; Spaghetti                     | Additional voices                      | 25 episodes                                                                                   |
| 1982-1988           | The Smurfs                                    | Additional voices                      | 4 episodes                                                                                    |
| 1983                | Shirt Tales                                   | Rick the Raccoon (voice)               | Main Character                                                                                |
| 1985                | Snorks                                        | Additional voices                      | Episode: "Snorkitis is Nothing to Sneeze At/The Whole Toot and Nothing But"                   |
| 1986                | Pound Puppies                                 | Buster / Mr. Hubert (voices)           | Episodes: "From Wags to Riches and Happy and Howlidays"                                       |
| 1986-1988           | The Flintstone Kids                           | Yuckster (voice)                       | 4 episodes                                                                                    |
| 1987                | Scooby-Doo Meets the Boo Brothers             | Freako / Demonstrator Ghost (voices)   | Television movie                                                                              |
| 1987                | DuckTales                                     | Additional voices                      | Episode: "The Right Duck"                                                                     |
| 1988                | Scooby-Doo and the Ghoul School               | Colonel Calloway (voice)               | Television movie                                                                              |
| 1988-1989           | Fantastic Max                                 | Additional voices                      | 3 episode                                                                                     |
| 1988                | Mr. Belvedere                                 | Contest Judge                          | Episode: "Marsha's Secret"                                                                    |
| 1989                | A Pup Named Scooby-Doo                        | Additional voices                      | 8 episodes                                                                                    |
| 1989                | Saved By The Bell                             | Principal Elliot Stingwell             | Episode: "Save That Tiger"                                                                    |
| 1990                | The Golden Girls                              | Thomas                                 | Episode: "Triple Play"                                                                        |
| 1990                | Midnight Patrol: Adventures in the Dream Zone | Additional voices                      | 13 episodes                                                                                   |
| 1991                | Out of This World                             | Pinky Starr                            | Episode: "Mayor Evie"                                                                         |
| 1991                | Yo Yogi!                                      | Calvin Klunk (voice)                   | 9 episodes                                                                                    |
| 1992                | The Legend of Prince Valiant                  | Master Fezzick (voice)                 | Episodes: "The Road Back" and "The Fist of Iron"                                              |
| 1992                | Tom & Jerry Kids Show                         | Additional voices                      | Episode: "Penthouse Mouse/12 Angry Sheep/The Ant Attack"                                      |
| 1992                | Rugrats                                       | Fish / Clerk (voices)                  | Credited as Ronald Schell Episode: "Visitors from Outer Space/The Case of the Missing Rugrat" |
| 1993                | I Yabba-Dabba Do!                             | Additional voices                      | Television movie                                                                              |
| 1993                | Droopy, Master Detective                      | Additional voices                      | 13 episodes                                                                                   |
| 1993                | Hollyrock-a-Bye Baby                          | Additional voices                      | Television movie                                                                              |
| 1995-1996           | Coach                                         | Dr. Howard / Customer                  | Episodes: "Turtle World" and "Grimmworld"                                                     |
| 1997                | What a Cartoon!                               | Mel (voice)                            | Episode: "Strange Things"                                                                     |
| 1997-1999           | Recess                                        | Mayor Fitzhugh (voice)                 | 3 episodes                                                                                    |
| 2002                | What's New, Scooby-Doo?                       | Additional voices                      | Episode: "Space Ape at the Cape"                                                              |
| 2004                | Yes, Dear                                     | Cliff Marshall                         | Episode: "Dead Aunt, Dead Aunt"                                                               |
| 2004                | Phil of the Future                            | 75-Year-Old Phil                       | Episode: "Age Before Beauty"                                                                  |
| 2004-2007           | The Grim Adventures of Billy and Mandy        | Real Estate Agent / Toadblatt (voices) | Episodes: Nigel Planter and the Order of the Penuts and the Incredible Shrinking Mandy        |
| 2004                | Megas XLR                                     | Mac (voice)                            | Episodes: "Bad Guy" and "S-Force S.O.S."                                                      |
| 2008                | Easy to Assemble                              | Ronnie Schell                          | Episodes: "Actors Anonymous" and "Gotcha!"                                                    |
| 2011                | Jessie                                        | Ranger Bill                            | Episode: "Zuri's New Old Friend"                                                              |
| 2012                | Retired at 35                                 | Sal                                    | Episode: "Poker Face"                                                                         |
| 2014-2015           | You'll Be Fine                                | Harry                                  | 3 episodes                                                                                    |
| 2017                | Heaven's Waiting Room                         | Vic                                    | Unknown episodes                                                                              |
| 2018                | Kaplan's Corner                               | Ronnie                                 | Episode: "Marvin's Ghost"                                                                     |